# مجتمعات تركية

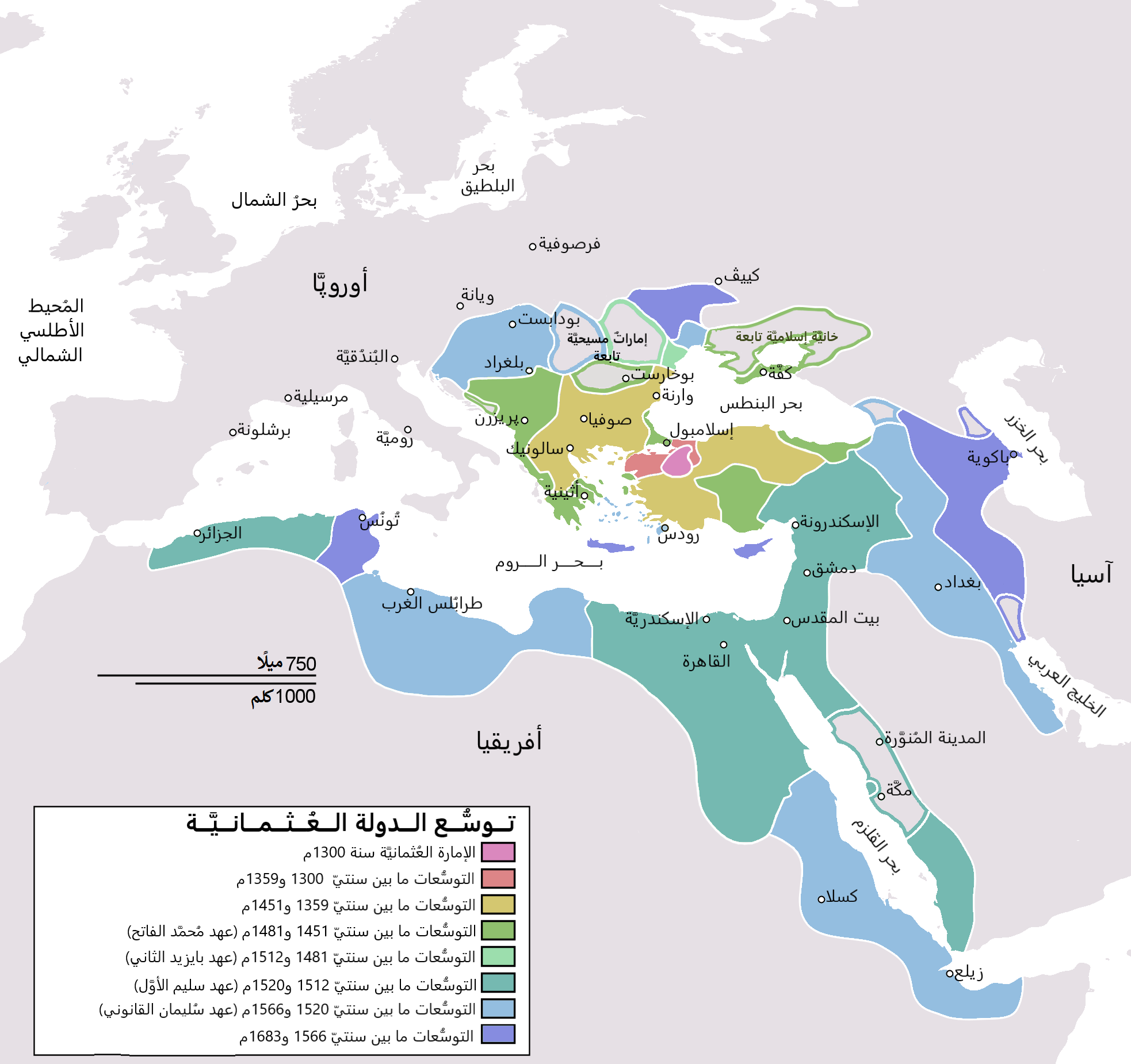
تنتشر المجتمعات التركية في جميع أراضي الدولة العثمانية السابقة. واليوم يشكلون أغلبية في تركيا وشمال قبرص. هناك أيضًا أقليات تركية مهمة في البلقان والقوقاز والعالم العربي.

يشير مصطلح المجتمعات التركية إلى تجمعات لأشخاص من أصول تركي في العالم. خلال العصرين السلجوقي (1037-1194) والعثماني (1299-1923)، استقر الأتراك عبر الأراضي التي احتلتها الدولتان. وعلى وجه الخصوص كان تتريك الأناضول (تركيا الحديثة) نتيجة معركة ملاذكرد سنة 1071 وتشكيل سلطنة سلاجقة الروم. وبعدها واصل العثمانيون التوسع التركي في جميع المناطق المحيطة بالبحر الأسود والبحر الأبيض المتوسط. وبالتالي فإن الشعب التركي اليوم يشكل أغلبية في تركيا وشمال قبرص. هناك أيضًا أقليات تركية كبيرة لا تزال تعيش في البلقان والقوقاز والشرق الأوسط والمشرق وشمال إفريقيا.
هاجر أتراك في الآونة الأخيرة من مناطق استيطانه التقليدية لأسباب مختلفة، مشكلاً شتاتًا كبيرًا. فمنذ منتصف القرن العشرين وما بعده، هاجر العمال غير المهرة من تركيا استقروا في البلدان الناطقة بالألمانية والفرنسية [الإنجليزية] في أوروبا الغربية، في المقابل ظهرت هجرة الأدمغة من العمال المهرة من تركيا إلى أمريكا الشمالية. وفوق ذلك هاجر الأتراك من المناطق التقليدية الأخرى للاستيطان التركي لأسباب سياسية في الغالب. فمثلا: رحلت جورجيا أتراك المسخيت إلى آسيا الوسطى في 1944؛ وهاجر القبارصة الأتراك في الغالب لاجئين إلى العالم الناطق بالإنجليزية خلال النزاع القبرصي وما تلاه مباشرة؛ وهناك أعداد كبيرة من الأتراك الكريتيون موجودون في العالم العربي نتيجة طردهم من اليونان، وغيرها.

## مناطق تقليدية للاستيطان التركي

### أغلبيات تركية

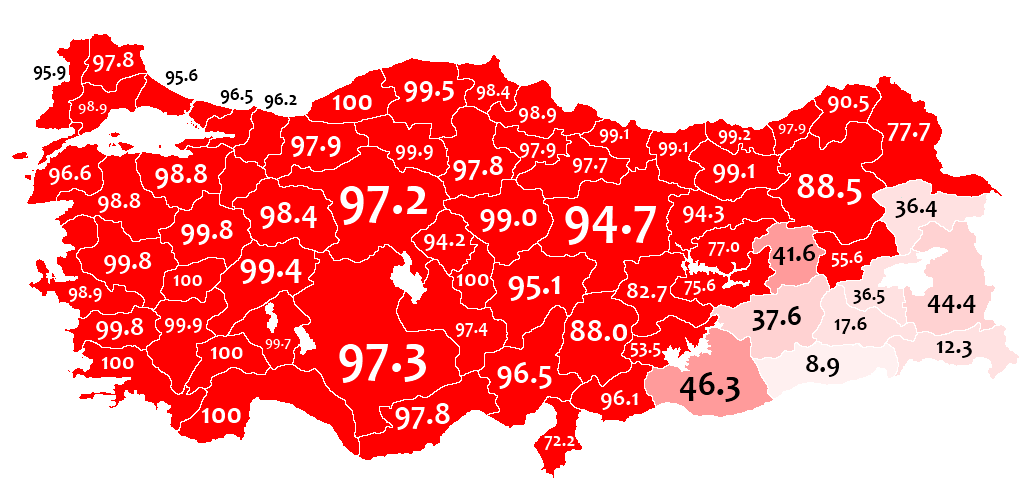
التعداد التركي لسنة 1965 كان آخر إحصاء سُئل فيه الناس عن لغتهم الأم. تُظهر هذه الخريطة توزيع الأشخاص الذين تحدثوا التركية خلال هذه الفترة.

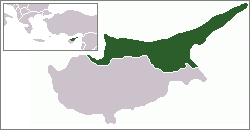
قبل نزاع قبرص عاش القبارصة الأتراك في جميع أنحاء جزيرة قبرص. ولكن جاء انقلاب قبرص 1974 الذي أشعله المجلس العسكري اليوناني، الساعي لضم الجزيرة إلى اليونان، دفع بالتدخل العسكري التركي في قبرص متبوعًا بإعلان دولة قبرص الاتحادية التركية. ومنذ إنشاء شمال قبرص في 1983 عاش غالبية القبارصة الأتراك في المنطقة الشمالية من الجزيرة. وبقيت الدولة الانفصالية غير معترف بها دوليًا، باستثناء تركيا.

| البلد         | أرقام التعداد الرسمية للدولة                                                           | تقديرات أخرى                                                      | الإقرار الدستوري | انظر أيضا    |
| ------------- | -------------------------------------------------------------------------------------- | ----------------------------------------------------------------- | --- | ------------ |
| تركيا         | لا يوجد. يقوم الإحصاء التركي بجمع بيانات عن بلد الميلاد ولكنه لا يجمع بيانات عن العرق. | 60 مليون – 65 مليون                                               | اللغة التركية هي اللغة الرسمية لجمهورية تركيا، بموجب المادة 3 من الدستور التركي لسنة 1982.                                                           | أتراك        |
| قبرص الشمالية | 286,257 (احصاء قبرص التركية ل 2011)                                                    | 300,000-500,000 (يشمل القبارصة الأتراك والمستوطنين الأتراك الجدد) | وفقًا للمادة 2 (2) من دستور 1985 لجمهورية شمال قبرص التركية، والتي تعترف بها تركيا فقط، فإن اللغة التركية هي اللغة الرسمية الوحيدة للدولة الانفصالية. | قبارصة أتراك |

### مجتمعات تركية
| البلد | أرقام التعداد الرسمية للدولة   | تقديرات أخرى                                                                              | الإقرار الدستوري | انظر أيضا    |
| ----- | ------------------------------ | ----------------------------------------------------------------------------------------- | --- | ------------ |
| قبرص  | 1,128 (الإحصاءالقبرصي لـ 2011) | 2,000 من القبارصة الأتراك لايزالون في المنطقة الجنوبية من جمهورية قبرص المعترف بها دوليًا. | وبموجب المادة 2 من دستور قبرص، يشكل القبارصة الأتراك إلى جانب القبارصة اليونانيين إحدى الطائفتين في قبرص. وبالتالي يُعترف بالقبارصة الأتراك بأنهم مشاركين متساوين في الجمهورية وليسوا أقلية. علاوة على ذلك بموجب المادة 3 اللغتان اليونانية والتركية هما اللغتان الرسميتان في قبرص. وبالرغم من محاولة الرئيس مكاريوس الثالث تعديل الدستور بهدف إضعاف حقوق القبارصة الأتراك بموجب خطة أكريتاس 1963، إلا أن الدستور الأصلي لسنة 1960 لايزال ساري المفعول قانونًا إلى اليوم. | قبارصة أتراك |

### أقليات تركية

#### أقليات تركية في البلقان
| البلد           | أرقام التعداد الرسمية للدولة   | تقديرات أخرى | الإقرار الدستوري/حالة الأقليات | معلومات أخرى                       |
| --------------- | ------------------------------ | --- | --- | ---------------------------------- |

خريطة السكان الأتراك في بلغاريا. ووفقًا للإحصاء البلغاري لـ 2011، شكل الأتراك أغلبية في مقاطعة كرجالي (66.2٪) ومقاطعة رازغراد (50.02٪).

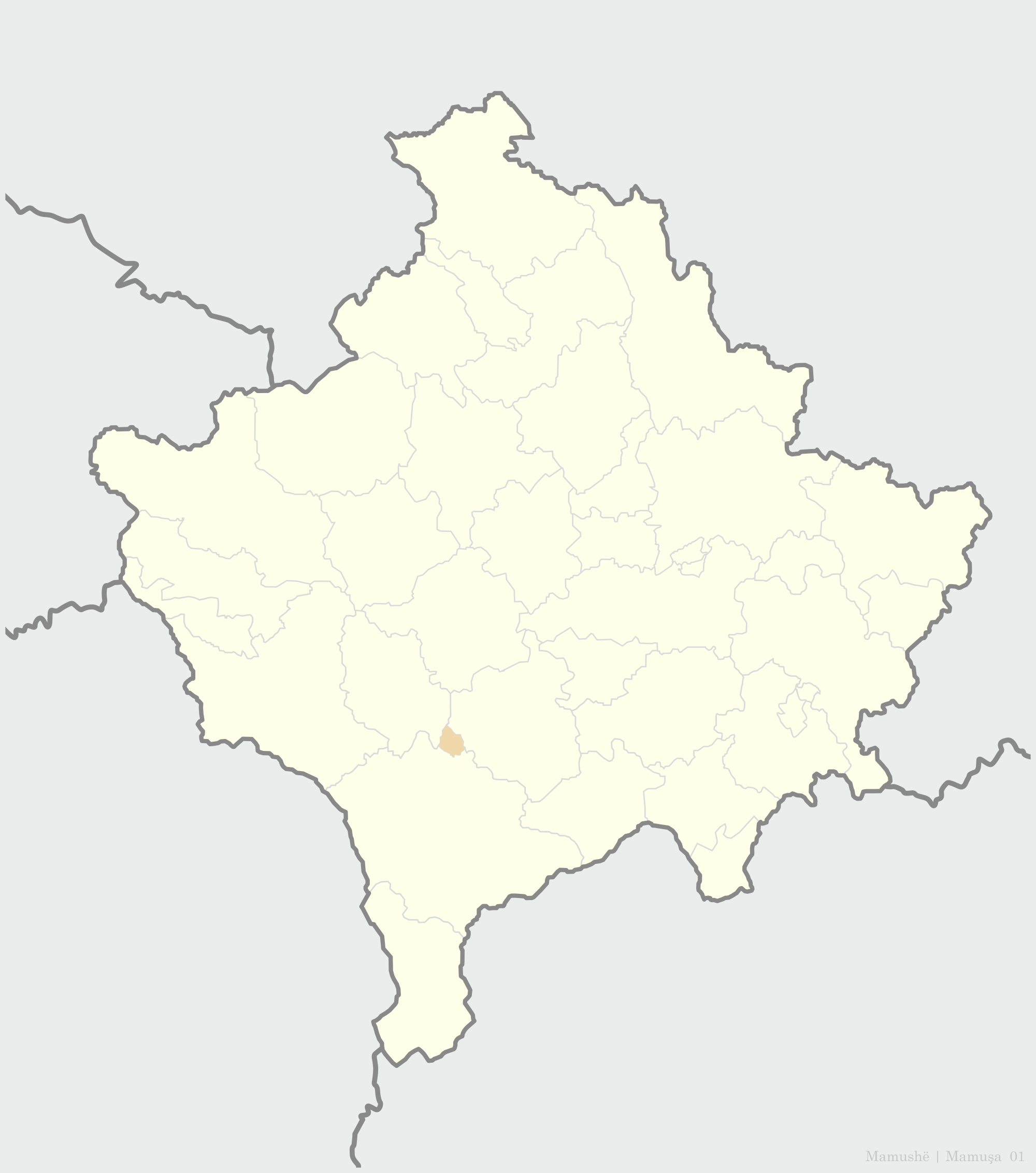
وفقا لتعداد كوسوفو 2011 شكل الأتراك أغلبية في ماموسا (93.1%).

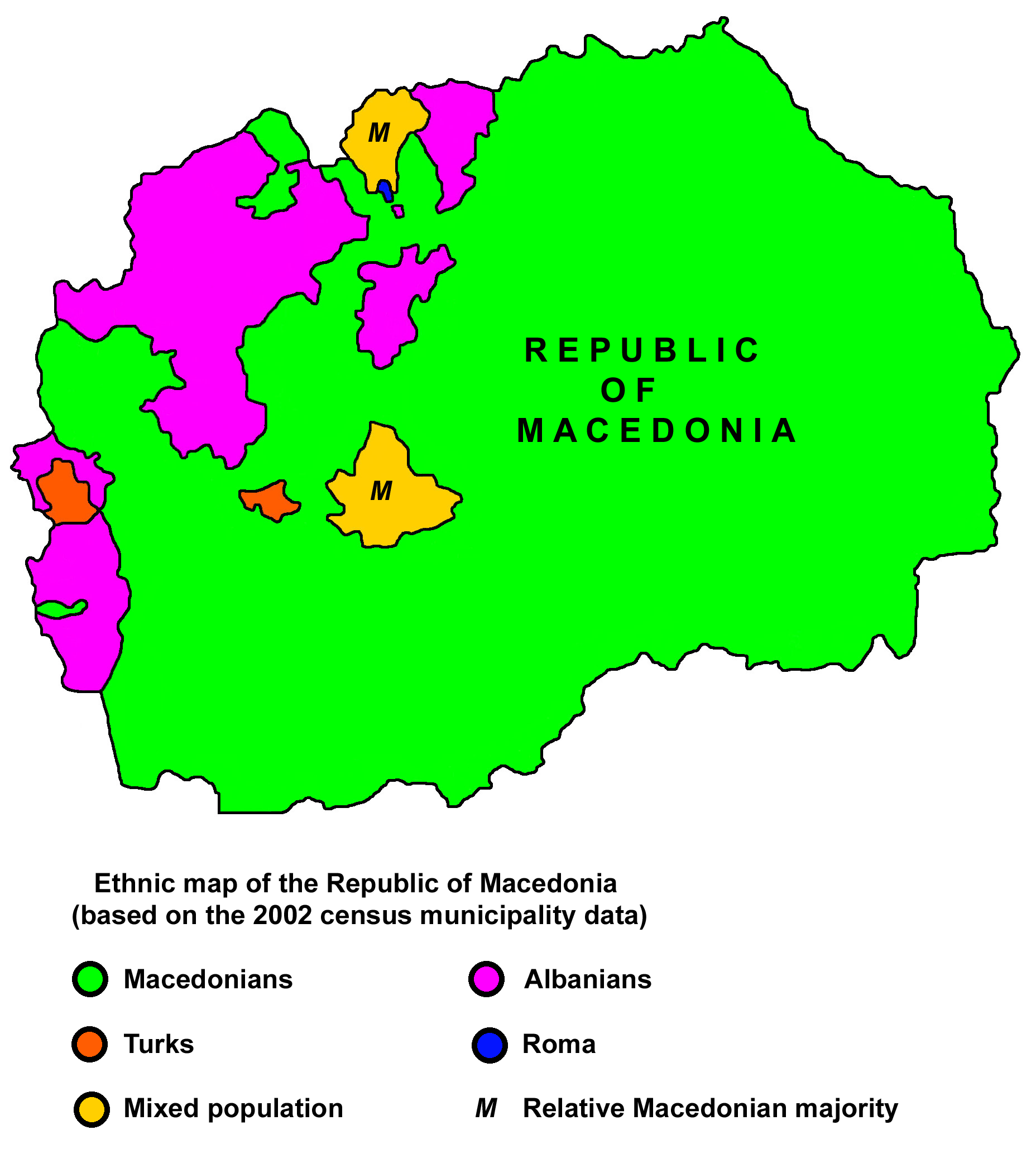
وفقًا لتعداد 2002 لجمهورية مقدونيا شكل الأتراك أغلبية في بلدية مركز زوبا (80.2٪) وبلدية بلازنيجا (97.8٪).

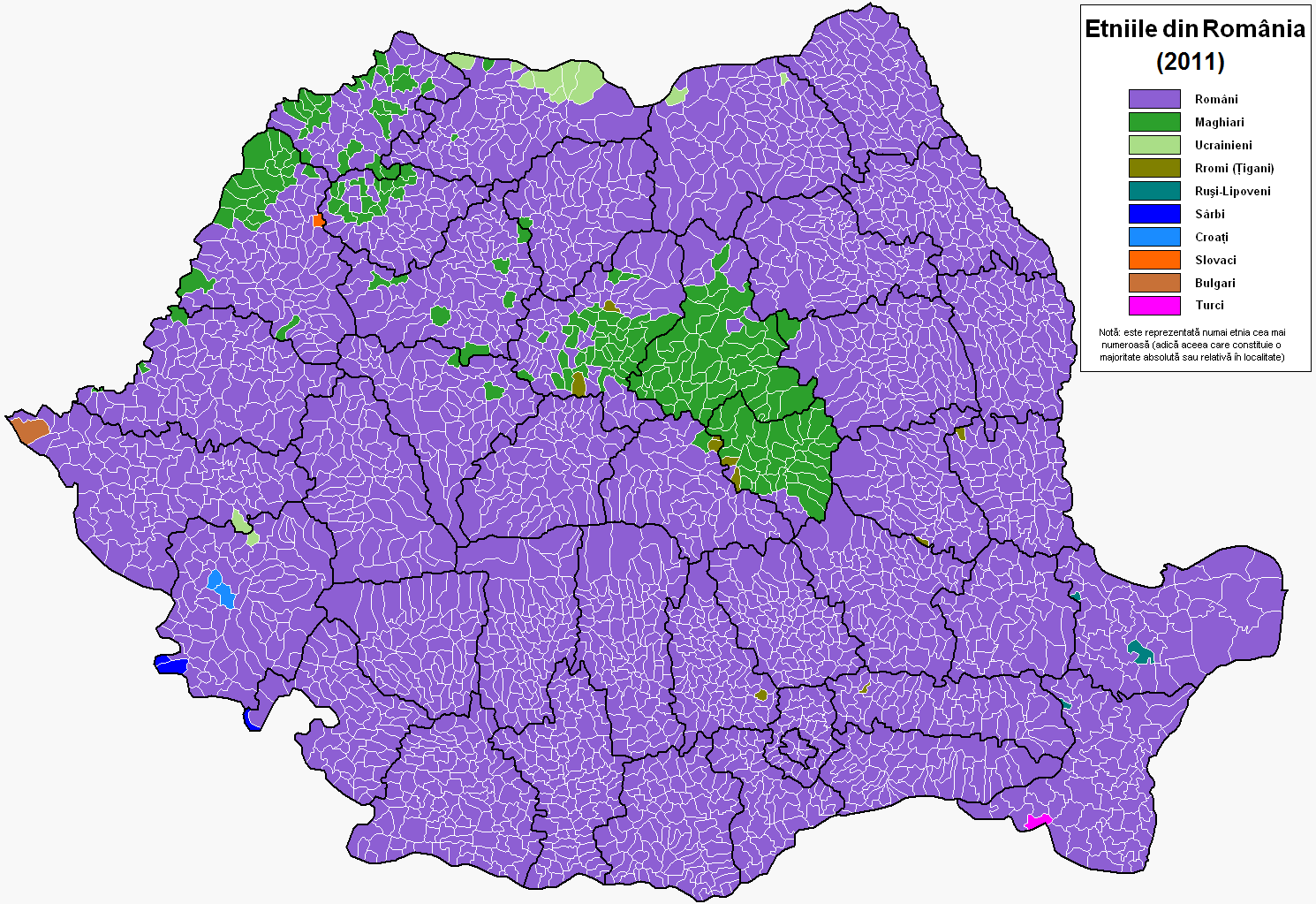
وفقًا لتعداد 2011 في رومانيا، شكل الأتراك أغلبية في دوبرومير (61.93٪) الواقعة في إقليم كونستانتسا.

| البوسنة والهرسك | 267 (إحصاء البوسنة 1991)       | 50,000 | اللغة التركية معترف بها رسميًا بأنها لغة الأقلية وفقًا للميثاق الأوروبي للغات الإقليمية أو لغات الأقليات، بموجب المادة 2 الفقرة 2 من تصديق 2010. | أتراك البوسنة والهرسك              |
| بلغاريا         | 588,318 (إحصاء بلغاريا 2011)   | 750,000 | لا يذكر دستور 1991 البلغاري أي أقليات عرقية، واللغة البلغارية هي اللغة الرسمية الوحيدة للدولة. ومع ذلك ووفقًا للمادة 36 (2)، يحق للأقلية التركية دراسة لغتها الخاصة جنبًا إلى جنب مع الدراسة الإجبارية للغة البلغارية. علاوة على ذلك بموجب المادة 54 (1) يحق للأقلية التركية "تطوير ثقافتها وفقًا لهويتها العرقية".                                              | أتراك بلغاريا قائمة أتراك بلغاريين |
| كرواتيا         | 367 (إحصاء كرواتيا 2011)       | 2,000 | يُعترف بالأتراك رسميًا بأنهم أقلية عرقية، وفقًا لدستور كرواتيا لسنة 2010. | أتراك كرواتيا                      |
| اليونان         | 179,895 (إحصاء اليونان 1951)   | 150 ألف (من 80 ألف إلى 130 ألف في تراقيا الغربية, من 10 آلاف إلى 15 ألف في أثينا, 5,000 في رودس وكوس, و5,000 في سالونيك) | يتمتع أتراك تراقيا الغربية بوضع الحماية لممارسة شعائرهم الدينية واستخدام اللغة التركية، وفقًا لمعاهدة لوزان 1923. أما الأقليات التركية الكبيرة الأخرى في اليونان فليس لديها اعتراف رسمي. | أتراك اليونان                      |
| كوسوفو          | 18,738 (إحصاء كوسوفو 2011)     | من 30 ألف إلى 50,000 | اللغة التركية معترف بها لغة رسمية في بلديات بريزرن وماموسا ولها وضع الأقلية في جيلان وبريشتينا وفوشيتري وميتروفيتسا. | أتراك كوسوفو                       |
| جمهورية مقدونيا | 77,959 (إحصاء مقدونيا 2002)    | 170,000–200,000 | في البداية تحدثت مسودة دستور 1988 عن "حالة الشعب المقدوني والأقلية الألبانية والتركية". وبمجرد دخول دستور 1991 حيز التنفيذ، استخدمت اللغة التركية رسميًا حيث شكل الأتراك أغلبية في بلدية مركز زوبا وبلدية بلازنيجا. وبعد تعديل الدستور 2001، استخدمت التركية رسميًا حيث شكل الأتراك ما لا يقل عن 20٪ من السكان، وبالتالي فهي أيضًا لغة رسمية في مافروفو وروستوشا | أتراك جمهورية مقدونيا              |
| الجبل الأسود    | 104 (إحصاء الجبل الأسود 2011). | | | أتراك الجبل الأسود                 |
| رومانيا         | 28,226 (إحصاء رومانيا 2011)    | 55,000 to 80,000 | اللغة التركية معترف بها رسميًا لغة أقلية، وفقًا للميثاق الأوروبي للغات الإقليمية أو لغات الأقليات بموجب الجزء الثالث من تصديق 2007. | أتراك رومانيا                      |
| صربيا           | 647 (الإحصاء الصربي 2011)      | | | أتراك صربيا                        |
| المجموع         | غير متوفر                      | 1,300,000 (تقديرات 2011)                                                                                                 | | أتراك البلقان                      |

#### أقليات تركية في القوقاز

كانت منطقة مسخيتي في جورجيا تضم أكبر عدد من السكان الأتراك في القوقاز قبل الحرب العالمية الثانية. وفي سنة 1944 قام جوزيف ستالين بترحيل الأقلية المسخيتية التركية إلى مناطق من الاتحاد السوفيتي، حيث يشكلون الآن أعداد كبيرة من الشتات.

| البلد    | أرقام التعداد الرسمية للدولة | تقديرات أخرى | الإقرار الدستوري/حالة الأقليات | معلومات أخرى   |
| -------- | --- | --- | ------------------------------ | -------------- |
| أبخازيا  | 731 (إحصاء أبخازيا 2011) | 15,000 |                                | أتراك أبخازيا  |
| أرمينيا  | أعداد الأقلية التركية غير متوفرة. على الرغم من أن تعدادات الاتحاد السوفياتي سجلت أعدادًا صغيرًة من الأتراك: 19 في 1970، و28 في 1979، و13 في 1989، لم يتم تسجيلهم في تعداد الأرمن سنة 2001. | |                                | أتراك أرمينيا  |
| أذربيجان | أعداد الأقلية التركية غير متوفرة. سجل تعداد 2009 الأذربيجاني 38 ألف تركي; إلا إنه لا يميز بين الأقلية التركية (أحفاد المستوطنين العثمانيين الذين بقوا في أذربيجان) والأتراك المسخيت الذين وصلوا بعد 1944 والوافدين الأتراك الجدد. | 19,000 (أحفاد المستوطنين العثمانيين الذين بقوا في أذربيجان فقط. ولا يشمل الوافدين الأتراك المسخيت والأتراك من تركيا والذين يشكلون جزءًا من الشتات) |                                | أتراك أذربيجان |
| جورجيا   | *ماقبل الحرب العالمية الثانية: 137,921 (إحصاء الاتحاد السوفيتي 1926). لم يتم تسجيل سكان أتراك في التعدادات اللاحقة. ولكن تشير التقديرات إلى أنه تم ترحيل 200 ألف من الأتراك المسخيت إلى آسيا الوسطى في 1944 *بعد الحرب: وقد نشرت أرقام السكان من الأتراك المسخيت في الاتحاد السوفياتي لأول مرة في تعداد 1970. ولكن كانت الأقلية التركية في جورجيا قد تقلصت في تلك المرحلة إلى عدة مئات بسبب الترحيل القسري في 1944. كان هناك 853 تركيا في جورجيا سنة 1970, و917 في 1979، و1,375 في 1989. *بعد تفكك الاتحاد السوفيتي: على الرغم من عودة عدد قليل إلى جورجيا، إلا أنه لم يتم تسجيلهم في تعداد جورجيا 2002. | 1,500 |                                | أتراك المسخيت  |

#### أقليات تركية في الشام والعراق

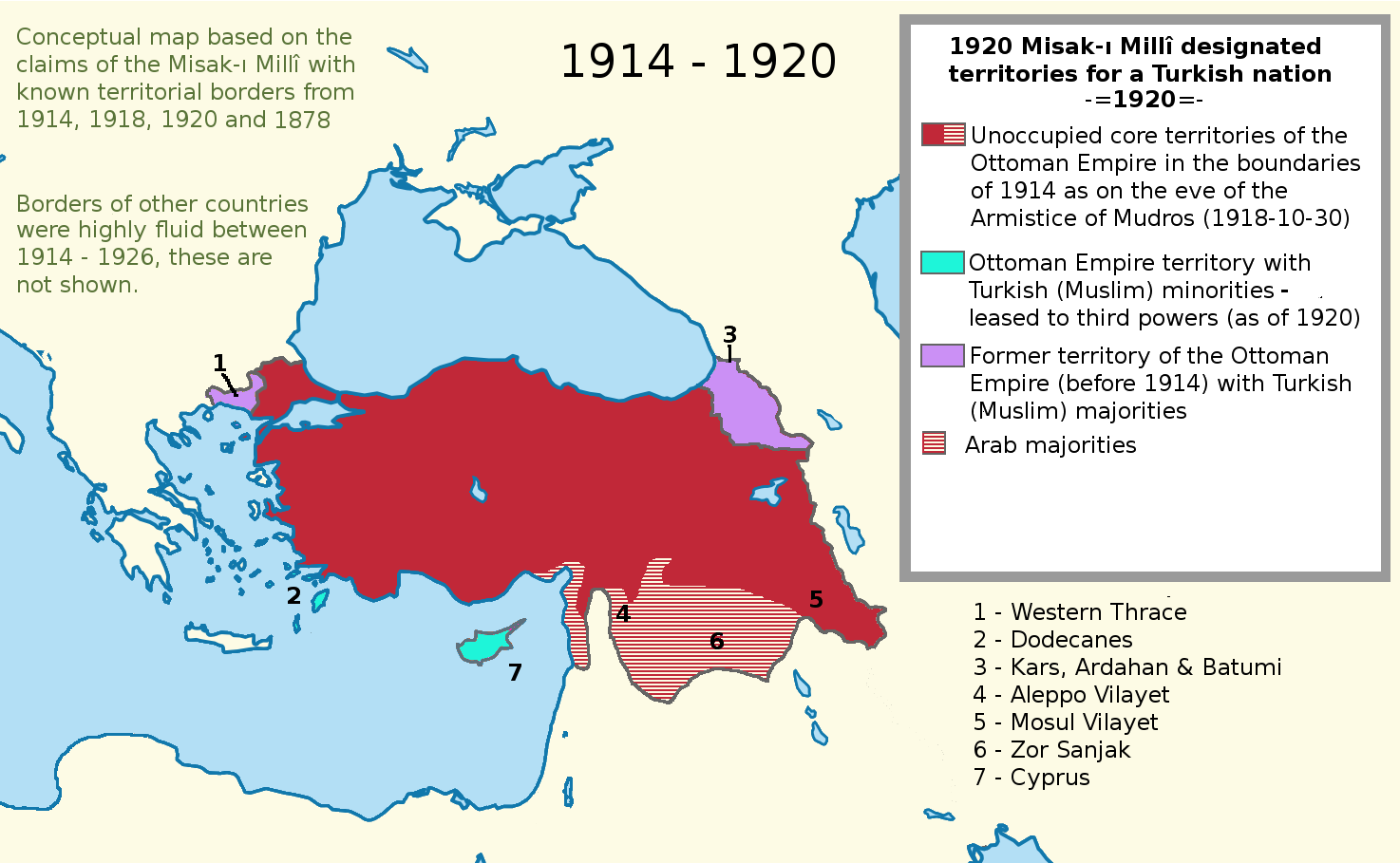
سعى الميثاق الوطني إلى ضم مناطق الأغلبية التركية في ولاية الموصل (في العراق) وولاية حلب ومتصرفية الزور (في سوريا) إلى مقترح الحدود الجديدة للأمة التركية في 1920.

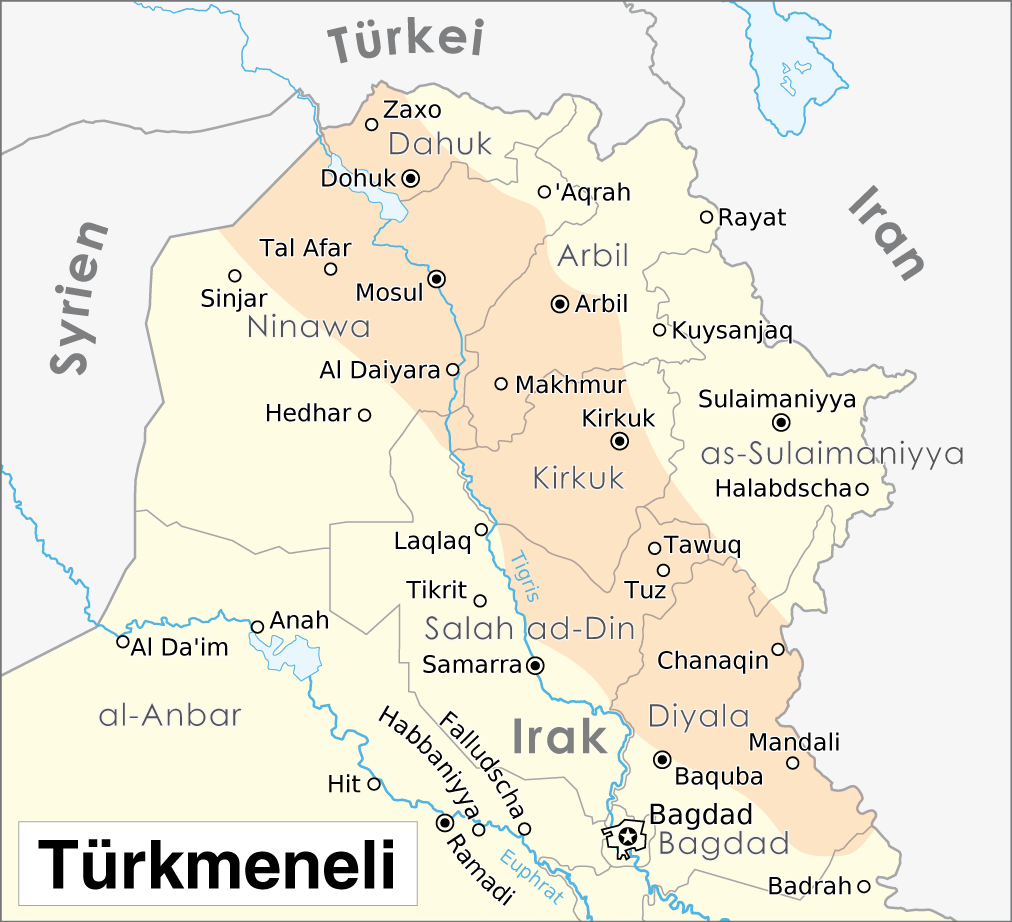
يعيش غالبية الأتراك العراقيين في المنطقة المسماة تركمانلي.

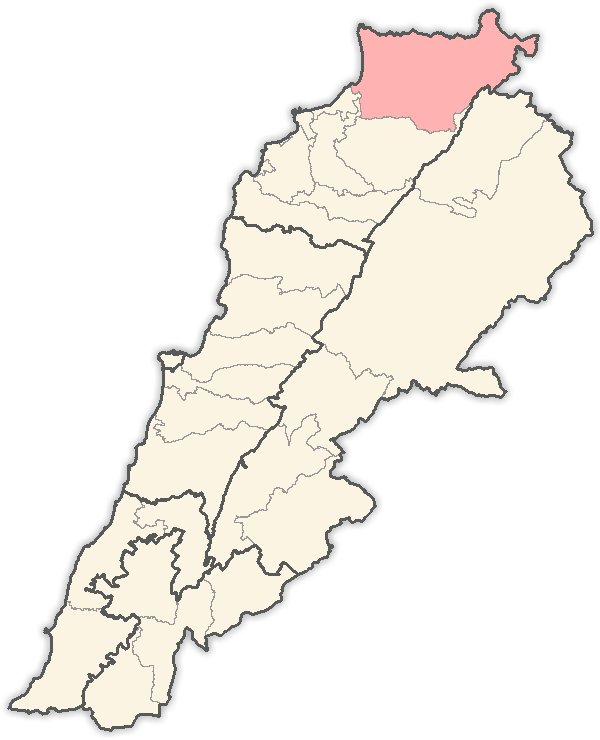
يشكل الأتراك أغلبية في الكواشرة وعيدمون في قضاء عكار بلبنان.

| البلد   | أرقام التعداد الرسمية للدولة                    | تقديرات بديلة | الإقرار الدستوري/حالة الأقليات | معلومات أخرى       | قائمة الأتراك حسب البلد |
| ------- | ----------------------------------------------- | --- | --- | ------------------ | ----------------------- |
| العراق  | 567,000 أو 9٪ من مجموع سكان العراق (تعداد 1957) | 3,000,000 (تقديرات وزارة التخطيط العراقية، 2013) | جرى الاعتراف بالأتراك بأنهم كيان تأسيسي للعراق في 1925 إلى جانب العرب والأكراد، ومع ذلك حُرمت تلك الأقلية لاحقًا من ذلك الاستثناء. وفي سنة 1997 تبنى الكونغرس التركماني العراقي إعلان مبادئ، نصت المادة الثالثة منه على ما يلي: "اللغة الرسمية المكتوبة للتركمان هي تركية إسطنبول، وأبجديتها هي الأبجدية اللاتينية الجديدة." | تركمان العراق      | قائمة تركمان العراق     |
| إسرائيل | 55,700                                          | 280,000 | غير متوفر | الأتراك في إسرائيل |                         |
| الأردن  | غير متوفر                                       | الأقلية التركية: لاجئون فلسطينيون من أصل تركي: 55,000 في إربد 5,000 حول عمان 5,000 في السخنة 3,000 في الريان 2,500 في البقعة 1,500 في الزرقاء 1,500 في سحاب | غير متوفر | الأتراك في الأردن  | قائمة أتراك أردنيون     |
| لبنان   | غير متوفر                                       | 80,000 (بإضافة 125,000 إلى 150,000 لاجئي تركمان سوريا) | غير متوفر | أتراك لبنان        | قائمة أتراك لبنانيون    |
| فلسطين  | غير متوفر                                       | تقديرات الضفة الغربية: 35,000 إلى 40,000 إجمالي الجالية الفلسطينية التركية: تقديري 400,000 إلى 500,000                                                      | غير متوفر | أتراك فلسطين       |                         |
| سوريا   | غير متوفر                                       | 500,000–3.5 مليون | غير متوفر | تركمان سوريا       | قائمة أتراك سوريون      |

#### أقليات تركية في مصر وشمال أفريقيا
| البلد   | أرقام التعداد الرسمية للدولة              | تقديرات بديلة                                                                                     | الإقرار الدستوري/حالة الأقليات | معلومات أخرى   | قائمة الأتراك حسب البلد |
| ------- | ----------------------------------------- | ------------------------------------------------------------------------------------------------- | ------------------------------ | -------------- | ----------------------- |
| الجزائر | غير متوفر                                 | 5% إلى 25% من الشعب الجزائري 600,000 - 2 مليون حتى 9.5 مليون (بما في ذلك ذوو الأصل التركي الجزئي) | غير متوفر                      | تركمان الجزائر | تركمان الجزائر          |
| مصر     | غير متوفر                                 | 1 - 1.2 مليون بالإضافة إلى 100,000 أتراك كريت                                                     | غير متوفر                      | أتراك مصر      |                         |
| ليبيا   | 35,062 أو 4.7٪ من سكان ليبيا (تعداد 1936) | 1,500,000 بالإضافة إلى 100,000 أتراك كريت                                                         | غير متوفر                      | أتراك ليبيا    | قائمة أتراك ليبيون      |
| تونس    | غير متوفر                                 | ما يصل إلى 25٪ من سكان تونس التقديرات: 500,000-2,000,000                                          | غير متوفر                      | أتراك تونس     | قائمة أتراك تونس        |

#### بلدان عربية أخرى
| البلد    | أرقام التعداد الرسمية للدولة | تقديرات بديلة                       | الإقرار الدستوري/حالة الأقليات | معلومات أخرى        | قائمة الأتراك        |
| -------- | ---------------------------- | ----------------------------------- | ------------------------------ | ------------------- | -------------------- |
| السعودية | غير متوفر                    | 150,000                             | غير متوفر                      | الأتراك في السعودية | قائمة أتراك السعودية |
| اليمن    | غير متوفر                    | 10,000 - 100,000 أو أكثر من 200,000 | غير متوفر                      | الأتراك في اليمن    | قائمة أتراك اليمن    |

## الشتات التركي

### آسيا الوسطى
| البلد      | أرقام التعداد الرسمية للدولة    | تقديرات أخرى                         | معلومات أخرى |
| ---------- | ------------------------------- | ------------------------------------ | ------------ |
| كازاخستان  | 97,015 (الإحصاء الكازاخي 2009)  | 150,000)-180,000 (أتراك المسخيت فقط) |              |
| قيرغيزستان | 38,878 (الإحصاء القرغيزي 2009)  | 50,000 - 70,000 (أتراك المسخيت فقط)  |              |
| طاجيكستان  | 1,360 (الإحصاء الطاجيكي 2010)   |                                      |              |
| تركمانستان | 13,000 (الإحصاء التركماني 2012) |                                      |              |
| أوزبكستان  | 106,302 (الإحصاء الأوزبكي 1989) | 15,000-38,000 (أتراك المسخيت فقط)    |              |

### أوروبا
قال بوريس خاركوفسكي من مركز دراسات العلوم السياسية والعرقية أن هناك ما يصل إلى 15 مليون تركي يعيشون في الاتحاد الأوروبي في 2010. وفقًا للدكتور أراكس باشايان كان عشرة ملايين من "الأتراك الأوروبيين" وحدهم يعيشون في ألمانيا وفرنسا وهولندا وبلجيكا في 2012. بالإضافة إلى ذلك، توجد جاليات تركية كبيرة في النمسا والمملكة المتحدة وسويسرا وإيطاليا وليختنشتاين والدول الاسكندنافية.
يشكل الأتراك أكبر الأقليات العرقية في النمسا والدنمارك وألمانيا وهولندا.
| البلد           | التعداد الرسمي للدولة على الأتراك                         | تقديرات أخرى | معلومات إضافية              | قائمة الأتراك            |
| --------------- | --------------------------------------------------------- | --- | --------------------------- | ------------------------ |
| النمسا          | غير متوفر لا يقوم الإحصاء النمساوي بجمع بيانات عن العرق.  | 360 ألف (تقديرات الأقليات المتقدمة 2011) 400 ألف (تقديرات أرييل موزيكانت 2010) 500 ألف (تقديرات أندرياس مولزر)              | أتراك النمسا                | قائمة أتراك النمسا       |
| روسيا البيضاء   | 55 (إحصاء روسيا البيضاء 1989)                             | |                             |                          |
| بلجيكا          | غير متوفر لا يقوم الإحصاء البلجيكي بجمع بيانات عن العرق.  | أكثر من 200 ألف (تقديرات البروفسير رايموند تاراس 2012) 250 ألف (تقديرات كل من الدكتور ألطاي مانكو والدكتور إرطغرل طاش 2019) | أتراك بلجيكا                | قائمة أتراك بلجيكا       |
| جمهورية التشيك  |                                                           | 1,700 |                             |                          |
| الدنمارك        | غير متوفر لا يقوم الإحصاء الدنماركي بجمع بيانات عن العرق. | 70 ألف (تقديرات هيئة الإذاعة الدنماركية 2008)                                                                               | الأتراك في الدنمارك         |                          |
| إستونيا         | 544 (إحصاء إستونيا 2011)                                  | |                             |                          |
| فنلندا          |                                                           | 10 آلاف (تقدير الأستاذ زكي كوتوك 2010)                                                                                      | الأتراك في فنلندا           |                          |
| فرنسا           | غير متوفر لا يقوم الإحصاء الفرنسي بجمع بيانات عن العرق.   | 1 مليون (تقدير د. جان جوستاف هنتز و د. ميشيل هسلمان 2010) إلى أكثر من مليون                                                 | الأتراك في فرنسا            | قائمة بالفرنسيين الأتراك |
| ألمانيا         | غير متوفر لا يقوم الإحصاء الألماني بجمع بيانات عن العرق.  | 4 ملايين على الأقل إلى أكثر من 7 ملايين                                                                                     | الأتراك في ألمانيا          | قائمة بالألمان الأتراك   |
| المجر           | 1,565 (إحصاء المجر 2001)                                  | 2,500 | أتراك المجر                 |                          |
| آيسلندا         |                                                           | 68 |                             |                          |
| أيرلندا         | غير متوفر لا يقوم الإحصاء الأيرلندي بجمع بيانات عن العرق. | 3,000 | Turks in Ireland            |                          |
| إيطاليا         | غير متوفر لا يقوم الإحصاء الإيطالي بجمع بيانات عن العرق.  | 30,000–50,000 (عدا الأقلية التركية في موينا)                                                                                | أتراك في إيطاليا            |                          |
| لاتفيا          |                                                           | 142 | lv:Turki Latvijā            |                          |
| ليختنشتاين      |                                                           | 1,000 | أتراك في ليختنشتاين         |                          |
| ليتوانيا        |                                                           | 35 |                             |                          |
| لوكسمبورغ       |                                                           | 450 |                             |                          |
| مالطا           |                                                           | 53 |                             |                          |
| مولدوفا         |                                                           | | الأتراك في مولدوفا          |                          |
| موناكو          |                                                           | 57 |                             |                          |
| هولندا          | غير متوفر لا يقوم الإحصاء الهولندي بجمع بيانات عن العرق.  | 500 ألف - 2 مليون | الأتراك في هولندا           | قائمة الهولنديين الأتراك |
| النرويج         | غير متوفر لا يقوم الإحصاء النرويجي بجمع بيانات عن العرق.  | 16,000 | Turks in Norway             |                          |
| بولندا          |                                                           | 5,000 (تقدير 2013 من معهد الشؤون العامة في بولندا)                                                                          | الأتراك في بولندا           |                          |
| البرتغال        |                                                           | 1,363 (excluding naturalized citizens and people of Turkish origin)                                                         |                             |                          |
| روسيا           | 105،058 تركيًا و 4،825 من أتراك المسخيت (إحصاء روسيا 2010) | 120,000–150,000 | Turks in Russia             |                          |
| سلوفاكيا        |                                                           | 150 |                             |                          |
| سلوفينيا        | 259 (إحصاء سلوفينيا 2002)                                 | |                             |                          |
| إسبانيا         | غير متوفر لا يقوم الإحصاء الإسباني بجمع بيانات عن العرق.  | 4,000 | الأتراك في إسبانيا          |                          |
| السويد          | غير متوفر لا يقوم الإحصاء السويدي بجمع بيانات عن العرق.   | 100,000 (2009 estimate by the Swedish Ministry for Foreign Affairs) 150,000 (2018 estimate by the Swedish Consul General)   | الأتراك في السويد           |                          |
| سويسرا          | غير متوفر لا يقوم الإحصاء السويسري بجمع بيانات عن العرق.  | 100,000-120,000 | الأتراك في سويسرا           | قائمة السويسريين الأتراك |
| أوكرانيا        | 8,844 تركيًا و 336 من أتراك المسخيت (إحصاء أوكرانيا 2001)  | 10,000 (فقط الأتراك المسخيت)                                                                                                | الأتراك في أوكرانيا         |                          |
| المملكة المتحدة | غير متوفر                                                 | 500,000 (including 300,000–350,000 قبارصة أتراك)                                                                            | Turks in the United Kingdom | List of British Turks    |

### أمريكا الشمالية
| البلد            | أرقام التعداد الرسمية للدولة                | تقديرات أخرى                                                                                   | معلومات إضافية    | قائمة الأتراك             |
| ---------------- | ------------------------------------------- | ---------------------------------------------------------------------------------------------- | ----------------- | ------------------------- |
| كندا             | 63,955 (إحصاء كندا 2016)                    | 100,000 (إحصاء من السفير الكندي كريس كووتر في سنة 2018) أكثر من 100 ألف ومعهم 1,800 قبرصي تركي | Turkish Canadians | List of Turkish Canadians |
| الولايات المتحدة | 230,342 (تقديرات مسح المجتمع الأمريكي 2016) | أكثر من مليون أكثر من 1000000 (تقدير 2012 من وزير التجارة الأمريكي السابق جون بريسون           | أمريكيون أتراك ‏   | List of Turkish Americans |

### أقيانوسيا
| البلد     | أرقام التعداد الرسمية للدولة | تقديرات أخرى                                   | معلومات إضافية       | قائمة الأتراك               |
| --------- | ---------------------------- | ---------------------------------------------- | -------------------- | --------------------------- |
| أستراليا  | 66,919 (إحصاء 2011)          | 150,000 - 200,000 مع 40,000–120,000 قبرصي تركي | الاستراليين الأتراك ‏ | List of Turkish Australians |
| نيوزيلندا | 957 (إحصاء 2013)             | 2,000–3,000 مع 1,600 قبرصي تركي                | Turks in New Zealand |                             |

### مناطق أخرى
| البلد    | أرقام التعداد الرسمية للدولة | تقديرات أخرى | معلومات إضافية | قائمة الأتراك |
| -------- | --- | ------------ | -------------- | ------------- |
| الهند    | غير متاح. يجمع الإحصاء الهندي بيانات عن بلد الميلاد ولكنه لا يجمع بيانات عن العرق. إلا أن المجتمع التركي في الهند لديه منظمته لحماية ثقافته، فهم يتمركزون في منطقة غرب أتر برديش [الإنجليزية] (ولاية) تتكون من مقاطعات مرادأباد [الإنجليزية] وسامبال وأمروها ورامبور، الأتراك هم الأغلبية في مدينة سامبال بحوالي 50٪ -60 ٪ | 2,000        | أتراك الهند    |               |
| باكستان  | | 400          | أتراك باكستان  |               |
| البيرو   | | 12,000       |                |               |
| البرازيل | | 6,300        |                |               |

## قراءات أخرى
- Akgündüz، Ahmet (2008)، Labour migration from Turkey to Western Europe, 1960–1974: A multidisciplinary analysis، Ashgate Publishing، ISBN:978-0-7546-7390-3.
- Blagojević، Gordana (2007)، Recent Turkish Migrants in Serbia and the Role of the Serbian-Turkish Friendship Association (PDF)، Ethnographic Institute of the SASA, Belgrade، مؤرشف من الأصل (PDF) في 2023-03-11.
- Federation of Turkish Associations in the UK (2008)، "BRIEF HISTORY OF THE FEDERATION OF TURKISH ASSOCIATIONS IN UK"، www.turkishfederationuk.com، Federation of Turkish Associations in the UK، مؤرشف من الأصل في 2009-03-04، اطلع عليه بتاريخ 2009-10-24
- Extra، Guus؛ Gorter، Durk (2001)، The other languages of Europe: demographic, sociolinguistic, and educational perspectives، Multilingual Matters، ISBN:978-1-85359-509-7.
- Hunter، Shireen (2002)، Islam, Europe's second religion: the new social, cultural, and political landscape، Greenwood Publishing Group، ISBN:978-0-275-97609-5.
- Karpat، Kemal H. (2002)، Studies on Ottoman social and political history: selected articles and essays، BRILL، ISBN:978-90-04-12101-0.
- Karpat، Kemal H. (2004)، Studies on Turkish Politics and Society: Selected Articles and Essays:Volume 94 of Social, economic, and political studies of the Middle East، BRILL، ISBN:978-90-04-13322-8.
- Kasaba، Reşat (2008)، The Cambridge History of Turkey: Turkey in the Modern World، Cambridge University Press، ISBN:978-0-521-62096-3.
- Kaya، Ayhan؛ Kentel، Ferhat (2004)، "Euro-Turks: A Bridge, or a Breach, between Turkey and the European Union?" (PDF)، www.osce.org، Istanbul Bilgi University، مؤرشف من الأصل (PDF) في 2019-12-25، اطلع عليه بتاريخ 2022-12-04.
- Kibaroğlu، Mustafa؛ Kibaroğlu، Ayșegül؛ Halman، Talât Sait (2009). Global security watch Turkey: A reference handbook. Greenwood Publishing Group. ISBN:978-0-313-34560-9..
- Oustinova-Stjepanovic، Galina (2008)، Religion and Politics of Sufi Turks in Macedonia A pre-field proposal (PDF)، www.ucl.ac.uk: University College London، مؤرشف من الأصل (PDF) في 2022-12-04
- Scherrer، Christian P. (2003)، Ethnicity, nationalism, and violence: conflict management, human rights, and multilateral regimes، Ashgate Publishing، ISBN:978-0-7546-0956-8.
- TRNC PRIME MINISTRY STATE PLANNING ORGANIZATION (2006)، TRNC GENERAL POPULATION AND HOUSING UNIT CENSUS (PDF)، www.pekem.org: TRNC PRIME MINISTRY STATE PLANNING ORGANIZATION، مؤرشف من الأصل (PDF) في 2023-03-23
- Twigg، Stephen؛ Schaefer، Sarah؛ Austin، Greg؛ Parker، Kate (2005)، Turks in Europe: Why are we afraid? (PDF)، fpc.org.uk: The Foreign Policy Centre، ISBN:1903558794، مؤرشف من الأصل (PDF) في 2011-07-09
- Vachudová، Milada Anna (2005)، Europe Undivided: Democracy, Leverage, and Integration After Communism، Oxford University Press، ISBN:978-0-19-924119-4
- Warrander، Gail؛ Knaus، Verena (2008)، Bradt Travel Guide Kosovo، Springer، ISBN:978-0-306-47757-7.